# Ivan Prokop
Ivan Prokop (* 17. listopadu 1943 Polná, okres Jihlava) je veterinář, ornitolog, (amatérský) fotograf (šumavských motivů), vlastivědný pracovník (místopředseda Klubu Za historickou Polnou), sběratel, novinář a publicista (autor přirodovědných článků a publikací o regionálních dějinách města Polná a okolí).

## Život

### Rodinný původ a studia
Ivan Prokop se narodil 17. listopadu 1943 v Polné v okrese Jihlava do rodiny místního lékárníka PhMr. Zdeňka Prokopa a jeho ženy Libuše Prokopové, rozené Hladíkové (Libuše Prokopová byla sestra Bohuslava Hladíka a Jana Hladíka.)
Po skončení povinné školní docházky v Polné (1957) a středoškolských studií na jedenáctiletce ve Velkém Meziříčí (1960) nastoupil jako zemědělský dělník do JZD Střítež u Jihlavy (1960 a 1961). Veterinární fakultu Vysoké školy zemědělské v Brně studoval v letech 1961 až 1967. Již během studia pracoval (1965 až 1967) jako pomocná vědecká síla na katedře parazitologie a invazních chorob u profesora MVDr. Václava Dyka, DSc. Vysokoškolské studium zakončil diplomovou prací s názvem Příspěvek k poznání helmintofauny bažanta obecného v jihomoravské oblasti, jejíž výtah byl otištěn ve sborníku Acta parazitologica v roce 1969 (jednalo se o zcela první prokázaný nález Capillaria bursata v ČSR).

### Pracovní kariéra
Obvodním veterinárním lékařem OVZ Prachatice – středisko Vimperk byl od roku 1968 do roku 1991. Po sametové revoluci působil ve Vimperku v letech 1991 až 1993 jako privátní veterinární lékař, ale od roku 1993 zastával funkci vedoucího sekce ekologie krajiny na referátu životního prostředí Okresního úřadu v Prachaticích. Trvale žil ve Vimperku od roku 1975, v září 2008, po odchodu do starobního důchodu, se přestěhoval do Polné. Od roku 1994 byl několik let členem redakční rady Vimperských novin.

### Ochrana přírody a ornitologie
Ke kladnému vztahu k přírodě (a speciálně k opeřencům) přivedli (a průběžně prohlubovali) Ivana Prokopa již v dětství jeho strýcové z matčiny strany Bohuslav Hladík a Jan Hladík. Bezpochyby vlivem svého otce Zdeňka měl Ivan pozitivní vztah i k amatérskému fotografování. Funkci redaktora fotografické části časopisu Šumava zastával v letech 1982 až 1993. V této době (od roku 1982 do roku 1990) byl i jednatelem Českého svazu ochránců přírody MO Vimperk.
Členem České společnosti ornitologické (a ornitologem na celý život) se stal na začátku 80. let 20. století a pod hlavičkou této organizace prováděl řadu let monitorování ptáků na Vimpersku. Byl dlouhodobě zapojen i do některých ornitologických akcí celostátního charakteru (Jednotný program sčítání ptáků; Hnízdní sčítání čápů bílých; Hnízdní sčítání ptáků v letech 1985–1989 a 2001–2003). Svá přírodopisná pozorování publikoval Ivan Prokop jak v odborných tak i v regionálních periodikách (Šumava, Sylvia a Vimperské noviny):
- Vzteklina - nebezpečná nákaza zvířat a člověka (časopis Šumava číslo 10, 1978);[7]
- Některá zajímavá pozorování ptáků z Vimperska a CHKO Šumava-jih (časopis Šumava číslo 24, 1986);[7]
- Hnízdění kalouse ušatého na Jezerní slati;
- Hnízdění poláka chocholačky (Zprávy České společnosti ornitologické číslo 31, 1989);
- Zimní host brkoslav severní (časopis Šumava číslo 30, 1990);[7]
- Vzácný nález hnízdění sluky lesní (časopis Šumava číslo 1, 1992);[7]
- EROP'95 — evropský rok ochrany přírody (časopis Šumava číslo 7, 1995);[7]
- Hnízdění strnada lučního v Šumavském podhůří (časopis Sylvia číslo 33, 1997);[7]
- Za ptáky Vimperska (10 pokračování ve Vimperských novinách VIII-1999 – V-2000).[7]

Opeřenci o kterých psal odborné texty (ilustrační fotografie)
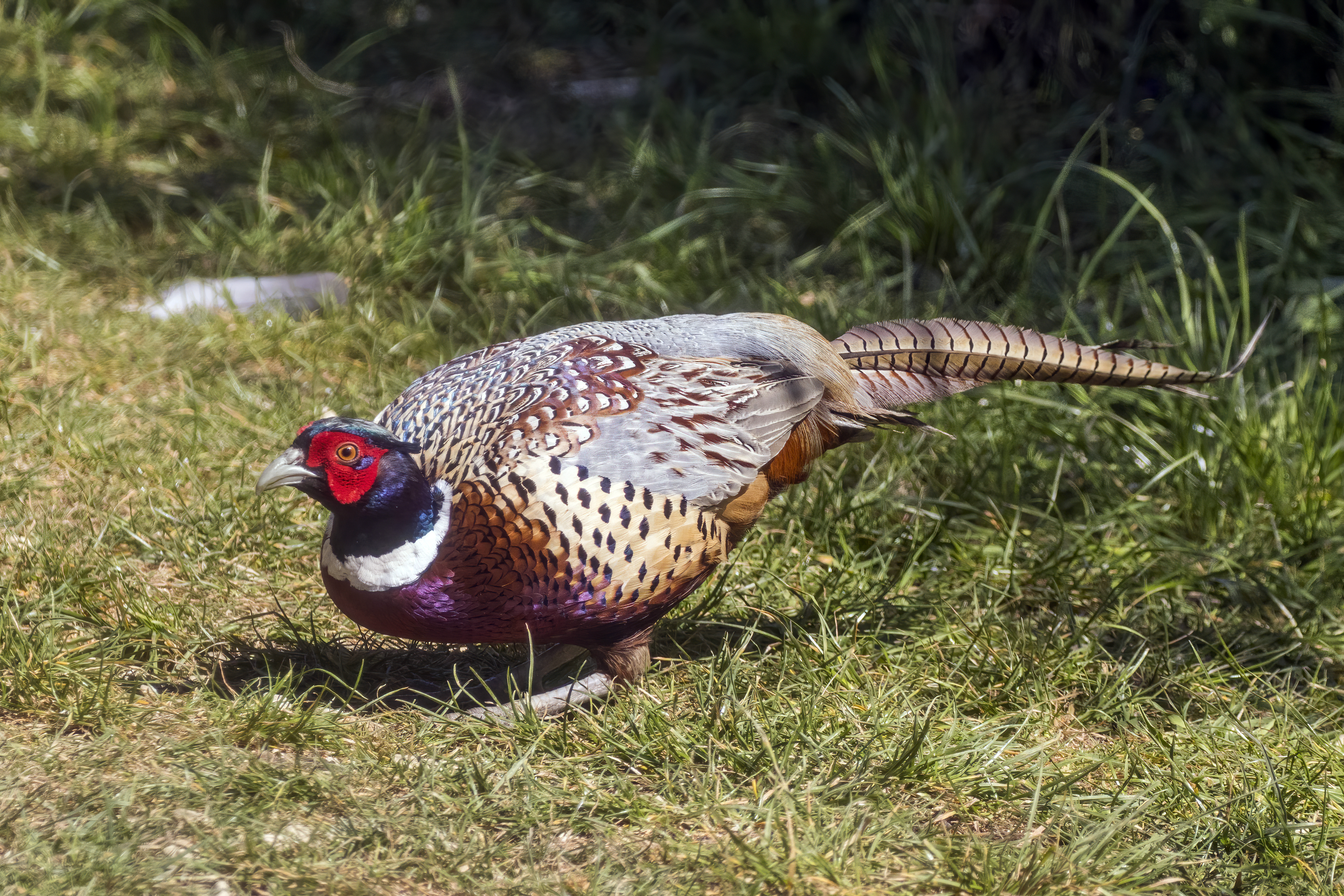
Bažant obecný (Phasianus colchicus)
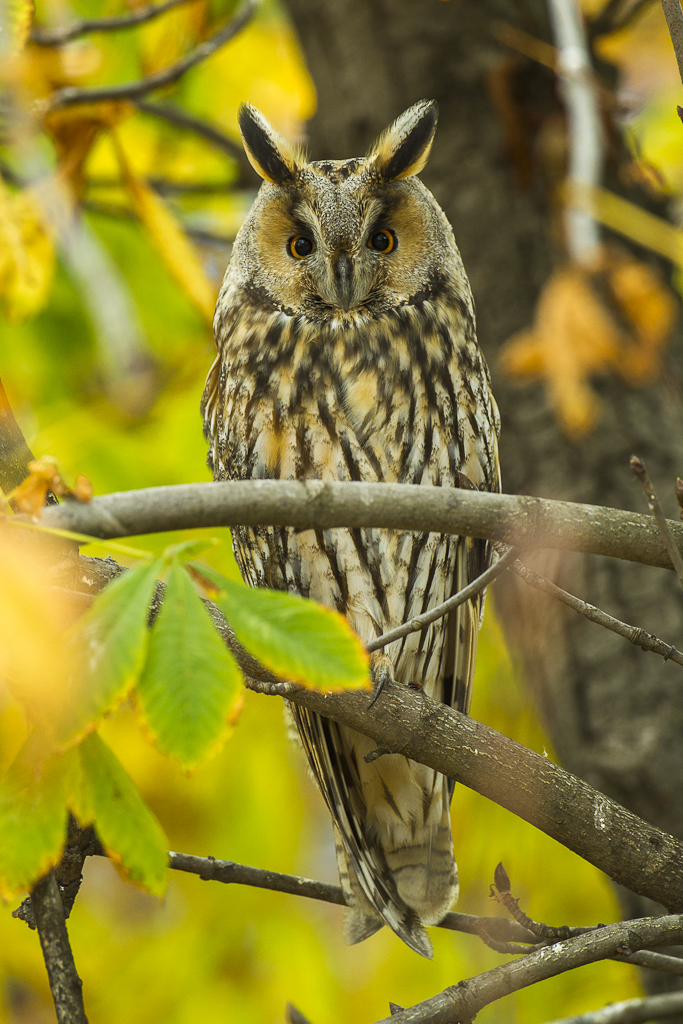
Kalous ušatý (Asio otus)
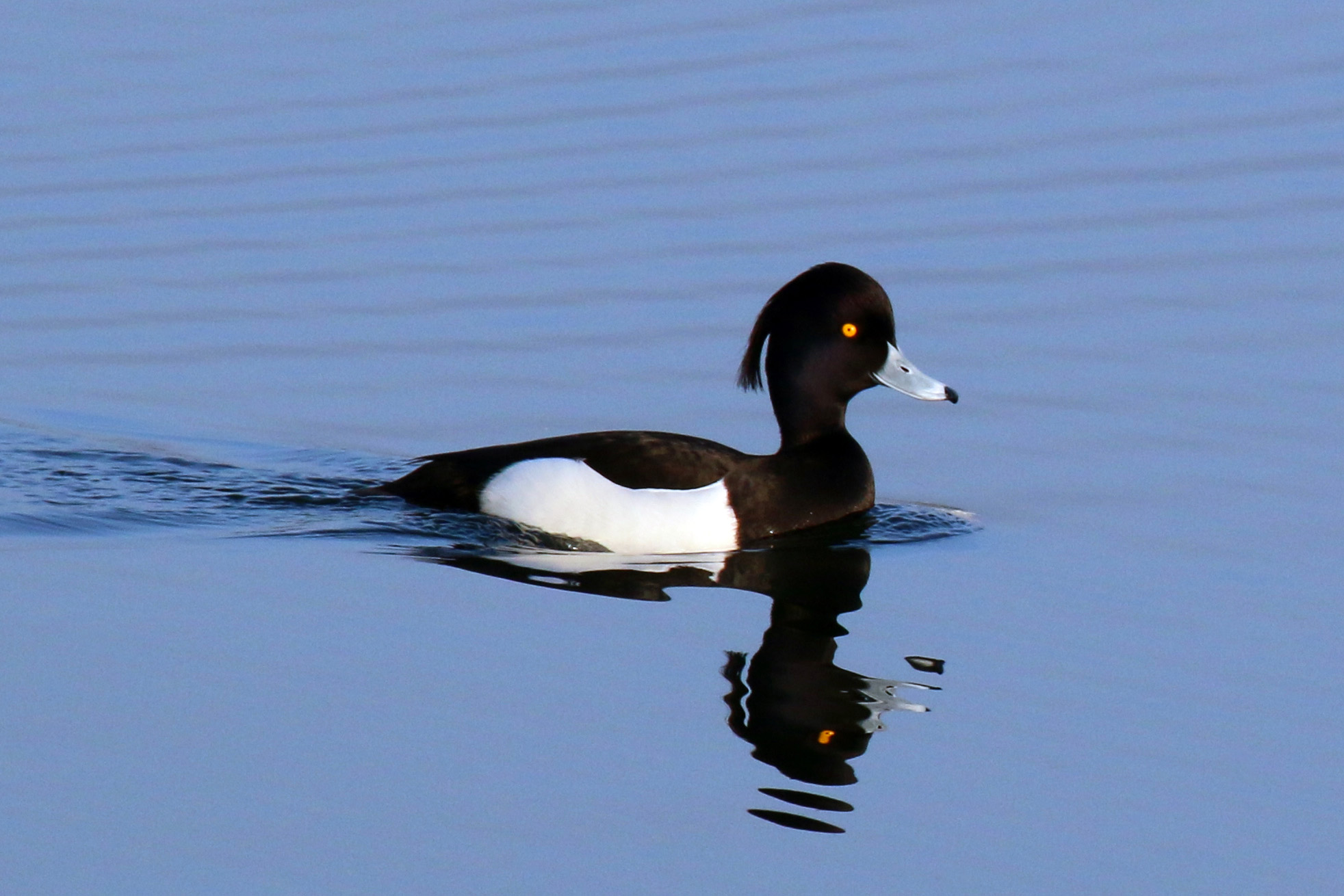
Polák chocholačka (Aythya fuligula)
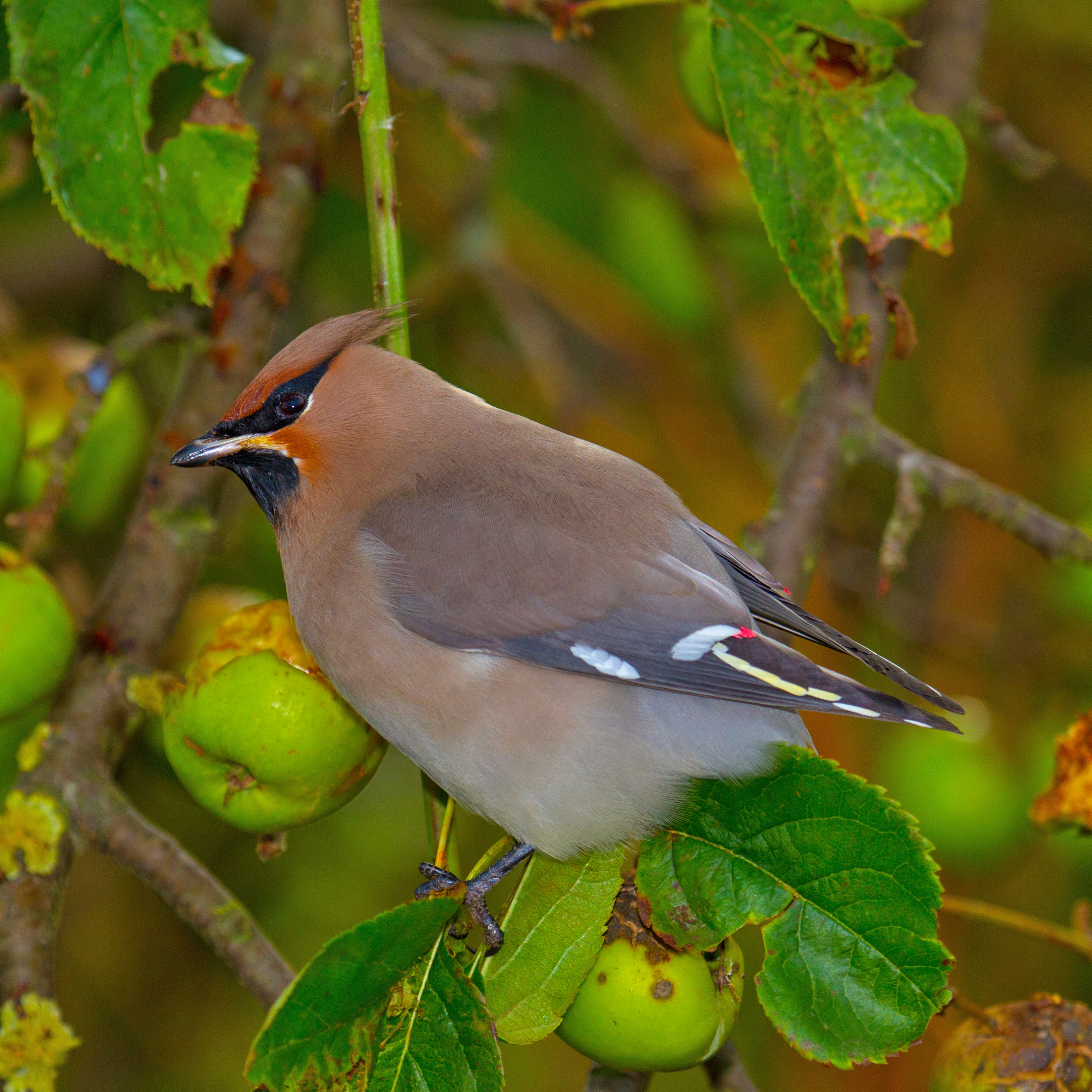
Brkoslav severní (Bombycilla garrulus)
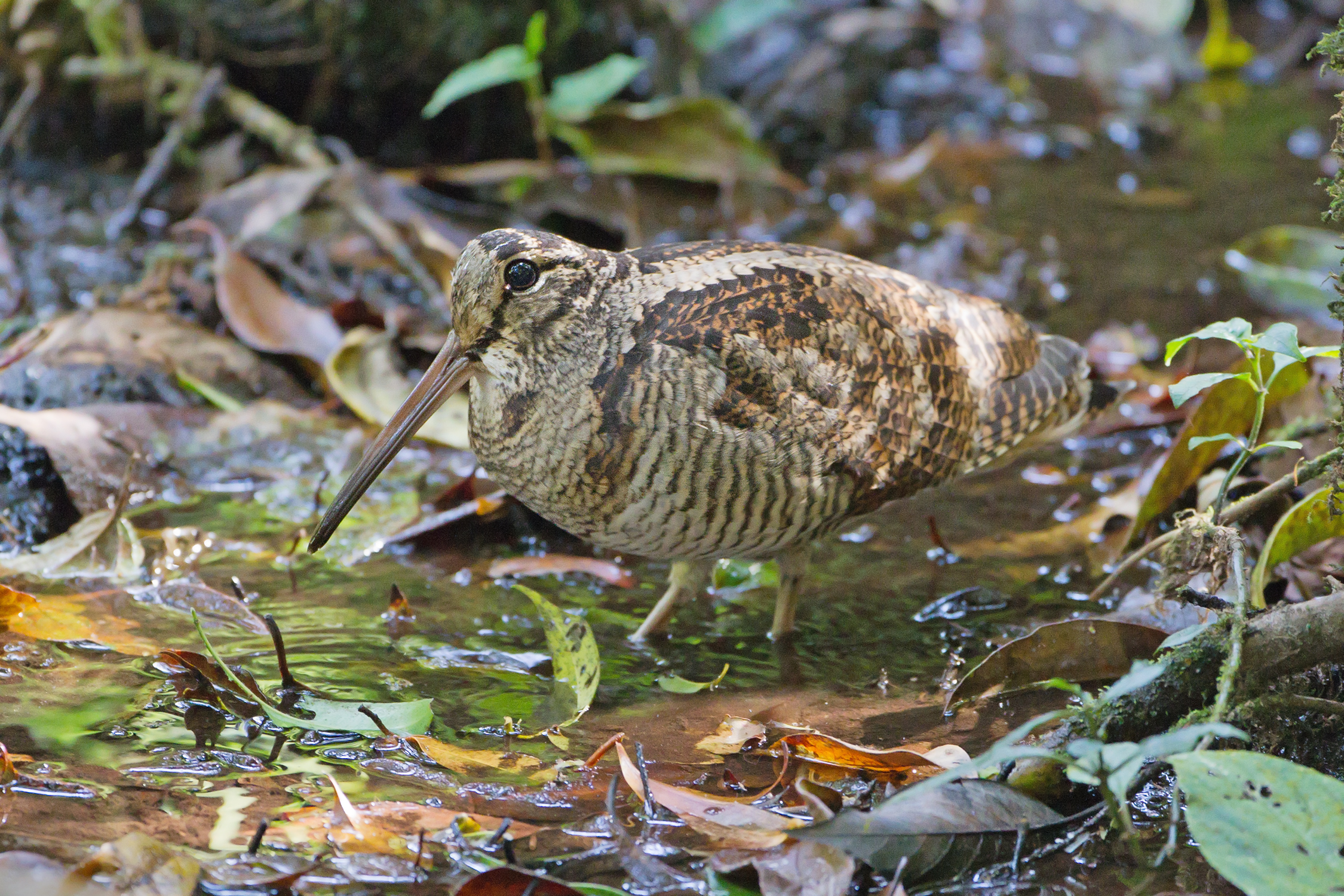
Sluka lesní (Scolopax rusticola)
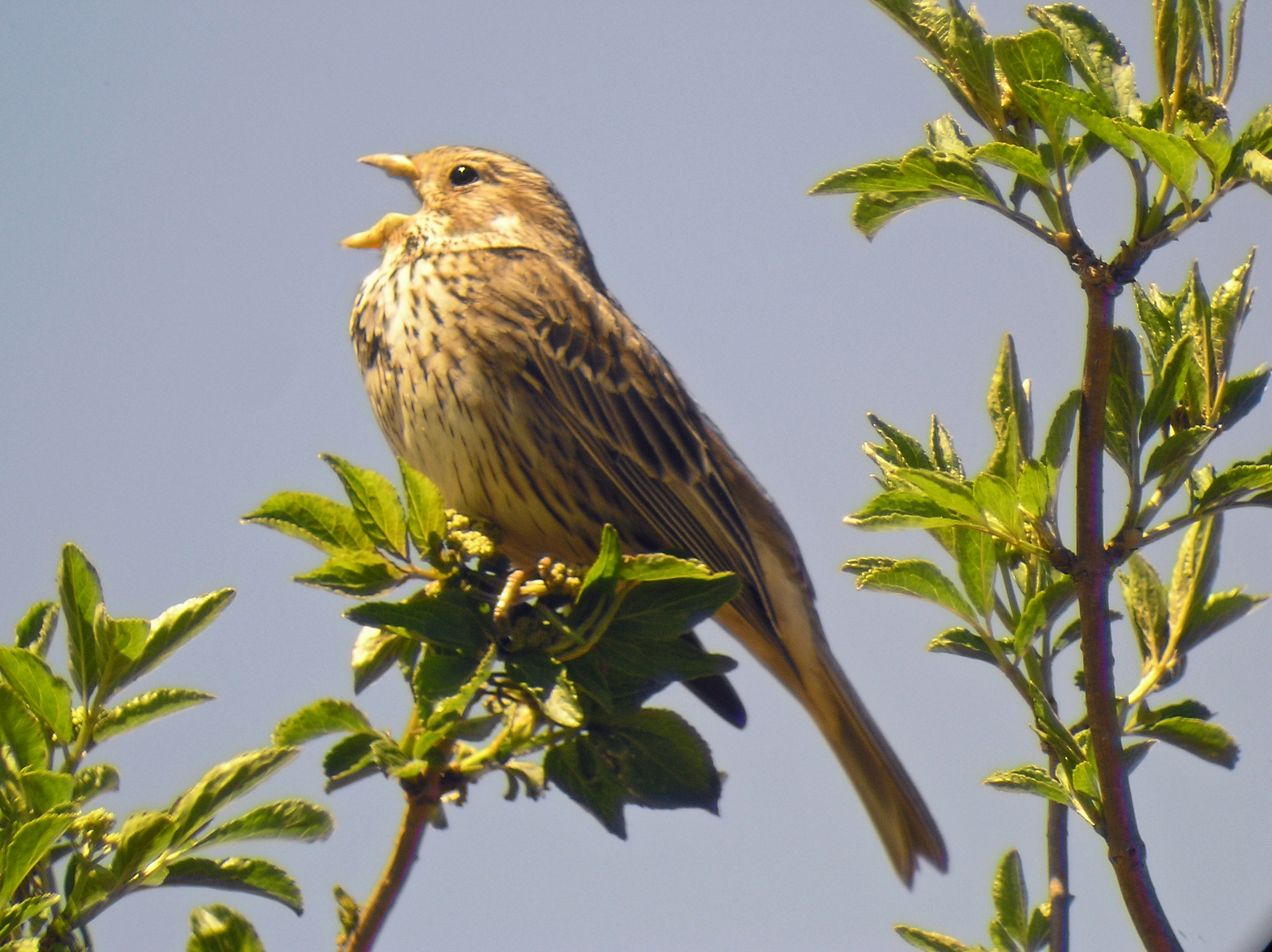
Strnad luční (Emberiza calandra)

### Fotografování
Pozitivní vztah k amatérskému fotografování (vliv otce Zdeňka) přivedl Ivana Prokopa začátkem 60. let 20. století i do této zájmové oblasti. Výsledkem bylo zhotovení dokumentárních černobílých fotografií pro potřeby Městského národního výboru v Polné a muzea v Polné. Snímky byly vydány ve formě pohlednic a některé též otištěny v publikacích:
- Stará polenská škola (1965);
- Lékárna „U černého orla" v Polné (1966);
- propagační skládačka Polná (1973).

V rozmezí let 1970 až 1980 se Ivan Prokop stal aktivním členem sdružení amatérských fotografů (AMFOT Prachatice) a pod touto hlavičkou se aktivně účastnil putovních výstav AMFOTu. Jeho vybrané snímky byly k vidění (v letech 1973 a 1974) na výstavě amatérských fotografů okresu Jihlava v Oblastní galerii Vysočina v Jihlavě a také na regionální výstavě polenských fotografů v Muzeu v Polné. Své fotografie vystavoval i v rámci kolektivních výstav pořádaných Fotoklubem Polná. V letech 1970 až 1982 vykonával funkci místopředsedy Filmového klubu ve Vimperku.
První cenu v celostátní fotografické soutěži EKOFOTO získal Ivan Prokop v roce 1974 za fotografii s názvem Biotop. Profese veterinárního lékaře přiváděla Ivana Prokopa často na Kvildu. V roce 1974 v této lokalitě pořídil sérii fotografií kvildského hřbitova, jenž byl následně v roce 1978 nešetrně zlikvidován.

### Historie Polné
Celý život se zajímal, stejně jako jeho otec Zdeněk, o dění ve svém rodném městě i v jeho okolí, tedy v celé Polenské oblasti (přestože po většinu života působil na Šumavě). Je autorem historických článků pojednávajících o dějinách Polné, které byly průběžně uveřejňovány ve čtvrtletníku, který se nazývá Polensko:
- 1996: Polná Národnímu divadlu;[7]
- 1998: Hébé ze Sezimova náměstí — z historie jedné kašny;[7]
- 2002: Ze vzpomínek Vlasty Švejdové, roz. Sázavské, nar. 1904, na pobyt Hrabalových v Polné (text sepsal společně s Janem Prchalem);
- 2008: Světově proslulý malíř Josef Šíma maloval v Polné - Příběh jednoho akvarelu;
- 2009: Ó Elskokles - jest jen dnes... Příběh polenského insitního (naivního) básníka a trafikanta Antonína Neuwirtha — Tino Virta;
- 2014: Vzácná kapradina v Panském lese u Polné;
- 2016: Nedvědické mramory na polenských hřbitovech;
- 2017: Polná na starých mapách 16., 17. a 18. století;
- 2018: Můj strýc Bohouš Hladík - vzpomínka k 100. výročí narození;
- 2018: Pražský pobyt studenta Milana Štefánika — bydlel u polenských Pittnerů?;
- 2020: Říkali jí Bohdana. Příběh života rodačky Theodory Němcové - dcery Boženy Němcové;
- 2020: Vzpomínky Jindřicha Prokopa na první rok Protektorátu Čechy a Morava;
- 2021: Cesta na ostrov Asinara, cesta smrti, cesta naděje.

### Aktivity v Polné
V roce 2008 se do Polné přestěhoval a záhy se zapojil do práce v Klubu Za historickou Polnou, kde nejprve vykonával funkci člena revizní komise, později byl (v roce 2010) zvolen předsedou a tuto funkci zastával až do roku 2014. Od roku 2018 je v této organizaci místopředsedou.
V Polné se věnuje i záchraně památek. Je členem regenerační komise, která působí při Městském úřadu v Polné. Tento orgán se zabývá opravou a udržováním městských památkových objektů.
Pro potřeby odboru památkové péče Magistrátu Jihlavy pořídil fotodokumentaci hraničních obelisků rozmístěných v okolí Jihlavy. (Tyto objekty vytvořil sochař Viktor Václav Morávek v polovině 18. století.) V rozmezí let 2010 až 2012 zadokumentoval stará litinová čerpadlová zařízení — pumpy na vodu, které se používaly kdysi v různých částech Polné. Dokumentaci použilo město a Klub Za historickou Polnou při jejich obnově.
Propaguje dějiny Polné, do městského muzea věnoval (nebo zapůjčil pro potřeby výstav) některé osobní a rodinné historické předměty a písemnosti, věnoval oskenované fotografie z archivu svého otce nebo dal k dispozici některé artefakty ze své soukromé sbírky Polnensií. Několik let zastupoval město Polná na turistickém veletrhu Regiotour, který se konal v Brně.
Je autorem úvodního slova při několika kulturních akcích a pro Klub Za historickou Polnou zajistil kopie několika televizních filmů z počátku 70. let 20. století (o expozici Stará lékárna a Stará škola v muzeu v Polné). 
V roce 2012 vedl jednání s přírodovědným sdružením v Havlíčkově Brodě aby podpořil snahu Františka Vacka z Polné o zachování lokality nacházející se v polenském katastru, kde roste vzácná rostlina (sleziník hadcový – Asplenium cuneifolium).
Další jeho aktivity jsou spojeny s pomocí při údržbě Pojmannovy naučné turistické značené trasy (stezka v lesích Boru a Obecníku v okolí Polné byla pojmenovaná podle podnikatele a mecenáše Václava Pojmanna (1849–1925)). V roce 2013 byl Ivan Prokop vedoucím týmu, který připravoval pamětní desku věnovanou českému spisovateli Bohumilu Hrabalovi a tvorbu informačních tabulí určených pro hřbitovy v Polné. Také byl činný při obnově a instalaci historických litinových křížů na hřbitově u svaté Kateřiny.
Mediálně známý je MvDr. Ivan Prokop jako účastník rozhlasových pořadů regionálního rádia Vysočina, kde hovořil o historických událostech spjatých s Polnou a jejím okolím. A byl to Ivan Prokop, kdo navrhl, připravil podklady pro zhotovení a organizoval odhalení památníku americkým letcům. Památník byl zbudován na hrázi rybníka Peklo, připomíná pád amerického bombardéru Liberator v roce 1944 u Polné a šťastný návrat devíti členů posádky ze zajateckého tábora do Spojených států po skončení druhé světové války.
Jako znalec Polné provádí občas turisty a zájemce po památkách města, pravidelně vypomáhá s tiskem sborníku Polensko, sbírá Polnensie, drobnou grafiku, žiletkové obaly (xirofilie), autografy a fotografie význačných osobností.

## Publikační činnost
- Spoluautor publikace Almanach 60 let Obchodní akademie a gymnázia ve Vimperku, kde zpracoval období mezi léty 1937 až 1975.[1][7]
- Pro potřeby OVZ Prachatice napsal interní studii Metoda přenosu ranných embryí skotu.[1]
- Štěpánek, Jan et al (Daniela Boháčková, Filip Plašil, Ivan Prokop). Pod ochranou Asklépia: z historie Lékárny U Černého orla v Polné. První vydání. [Polná]: Městské muzeum Polná, 2023; 79 stran; ISBN 978-80-908839-0-1.
- Do knihy Polensko — střípky z historie i současnosti a do knihy Polná — střípky z historie i současnosti (díl II) přispěl celkem třemi statěmi.[1]